# 荒谷俊治
荒谷 俊治（あらたに しゅんじ、1930年4月1日 - 2020年1月1日）は、日本の指揮者。日本指揮者協会元会長。

## 経歴
広島県東広島市に生まれる。福岡県中学修猷館、旧制福岡高等学校を経て、1953年、九州大学法学部を卒業し、1955年、同文学部を卒業。九州大学在学中は、九大フィルハーモニーオーケストラ、福岡合唱協会に所属し指揮を行い、指揮法を石丸寛、作曲を高田三郎に師事する。
1959年、東京放送合唱団を指揮してデビュー。1968年、東京フィルハーモニー交響楽団指揮者に就任。1969年、文化庁派遣在外芸術研修員としてアメリカに留学し、ジョージ・セルのもとで研究して、1970年、クリーヴランド管弦楽団を指揮。同年秋からは、東京バレエ団ヨーロッパ公演に招かれてボリショイ劇場管弦楽団、ルクセンブルク放送交響楽団などのヨーロッパ各地のオーケストラを指揮する。傍ら、1966年から、日本オペラ協会と協力して、『山椒太夫』、『春琴抄』などの創作オペラを公演したり、日本音楽集団と協力して、三木稔、廣瀬量平の作品など、伝統に根ざした日本の新しい音楽を育てることに情熱を注いだ。
1974年、名古屋フィルハーモニー交響楽団の常任指揮者に就任し、同フィルを日本有数の地方オーケストラに育てた。また、東京リーダーターフェル、東京コールフェライン、福岡コールフェライン、福岡OBフィル、桐蔭学園第九オーケストラ、町田フィルハーモニー交響楽団、町田フィルハーモニー合唱団など、アマチュアの育成にも尽力する。1985年から毎年開催されている、一般公募された合唱団による国技館5000人の第九コンサートでは、1988年、2004年、2007年の3回指揮を担当している。
2018年には、町田市内外の音楽家の指導や育成、地域音楽の発展に寄与したとして、町田市で４人目の名誉市民に選ばれた。
海外演奏は、1970年以来、アメリカ合衆国、ソ連、フランス、スイス、ドイツ、東南アジア、エジプト、中国、南米、韓国に及んでいる。その他、ウィーン楽友協会ホール、シドニー・オペラハウス、アムステルダム・コンセルトヘボウ、ボストン・シンフォニーホール、プラハ・スメタナホール、パリ・マドレーヌ寺院などでも指揮を行っている。
2003年2月7日から、2012年まで山田耕筰、齋藤秀雄、朝比奈隆に次ぐ第4代日本指揮者協会会長を務めた。
2020年1月1日1時15分、心不全のため、東京都内の病院で死去。89歳没。

## エピソード
- 1955年にワルシャワで開催された世界青年学生祭典に、日本代表の一人として出席したが、そこでのコンサートにおいて歌われた、ポーランド西南部のシレジア地方の民謡である『シュワ・ジェヴェチカ』（Szła dzieweczka）を荒谷が採譜し、同じく参加者であった東大音感合唱団のメンバーが、帰国後にそれに日本語の歌詞をつけて紹介した。これが現在、邦題『森へ行きましょう』として知られる歌である[8]。